# Antonio Fustella
Antonio Fustella (* 24. Januar 1913 in Pagnano di Merate; † 5. Februar 1986 in Saluzzo) war ein italienischer Geistlicher.

## Leben
Antonio Fustella wurde am 24. Januar 1913 in Pagnano di Merate in Italien als viertes von neun Kindern von Guglielmo und Caterina geboren. Er schloss sein Studium am Päpstlichen Lombardischen Seminar in Rom ab und erwarb ein Lizenziat in Theologie an der Päpstlichen Universität Gregoriana. Am 5. April 1937 wurde er von Kardinal Alfredo Ildefonso Schuster, Erzbischof von Mailand, zum Priester für das Erzbistum Mailand geweiht. Anschließend lehrte er am Erzbischöflichen Seminar in Mailand und wurde 1948 Gemeindepfarrer in Motta Visconti. 
Von 1955 bis 1960 war er Dekan des Collegio San Carlo in Mailand. 
Am 15. Mai 1960 ernannte ihn Papst Johannes XXIII. zum Bischof von Todi. Die Bischofsweihe spendete ihm am 25. Juni 1960 Kardinal Giovanni Battista Montini, Erzbischof von Mailand. Er nahm an allen vier Sitzungsperioden des Zweiten Vatikanischen Konzils teil und widmete sich insbesondere den Fragen der liturgischen Praxis. 
Am 1. Oktober 1967 wurde er Rektor des Päpstlichen Lombardischen Seminars in Rom. Am 19. Oktober 1967 ernannte ihn Papst Paul VI. zum Titularbischof von Sebana. Seine zwei Jahre am Seminar verliefen „nicht ohne Probleme und Kopfschmerzen“. 
Am 19. Juni 1969 wurde er zum Apostolischen Administrator von Saluzzo sede plena ernannt. Er wurde dem damals 84-jährigen Bischofs Egidio Luigi Lanzo zur Seite gestellt. Er trat am 13. September 1969 seinen Dienst in Saluzzo an. Lanzo starb am 29. Januar 1973 im Alter von 87 Jahren. Am 22. Mai 1973 ernannte Papst Paul VI. Fustella zum Bischof von Saluzzo. In seiner Verwaltung der Diözese konzentrierte er sich auf die Neuorganisation der Ressourcen und des Personals, um die Bevölkerungsverschiebungen zu bewältigen, die mit der Industrialisierung und der Landflucht einhergingen. Zusätzlich zu seinen örtlichen Aufgaben, er visisierte alle Pfarreien seiner Diözese dreimal, unterstützte er die Missionen in Kamerun und besuchte das Land im Jahr 1975. 
Fustella starb am 5. Februar 1986 im Alter von 73 Jahren in Saluzzo an einem Herzinfarkt. Seine sterblichen Überreste wurden in der Krypta der Kathedrale Maria SS. Assunta in Saluzzo beigesetzt.